# Salmon P. Chase
Salmon Portland Chase (13 de janeiro de 1808–7 de maio de 1873) foi governador de Ohio entre 1856 e 1860, Secretário do Tesouro dos Estados Unidos entre 1861 e 1864, e Chefe de Justiça dos Estados Unidos de 15 de dezembro de 1864 a 7 de maio de 1873. Chase foi, portanto, um dos poucos políticos norte-americanos que serviram em todos os três ramos do governo federal.

## Biografia
Nascido em Cornish, New Hampshire, Chase estudou direito com o procurador-geral William Wirt antes de estabelecer um escritório de advocacia em Cincinnati. Tornou-se um ativista antiescravagista e frequentemente defendia escravos fugitivos nos tribunais. Chase deixou o Partido Whig em 1841 para se tornar o líder do Partido da Liberdade de Ohio. Em 1848, ele ajudou a estabelecer o Free Soil Party e recrutou o ex-presidente Martin Van Buren para servir como candidato presidencial do partido. Chase ganhou a eleição para o Senado no ano seguinte e se opôs ao Compromisso de 1850 e ao Ato Kansas-Nebraska. No rescaldo da Lei Kansas-Nebraska, Chase ajudou a estabelecer o Partido Republicano, que se opunha à extensão da escravidão nos territórios. Depois de deixar o Senado, Chase serviu como governador de Ohio de 1856 a 1860.
Chase buscou a indicação republicana para presidente na eleição presidencial de 1860, mas o partido escolheu Abraham Lincoln em sua Convenção Nacional. Depois que Lincoln ganhou a eleição, ele pediu a Chase para servir como secretário do Tesouro. Chase serviu nessa posição de 1861 a 1864, trabalhando duro para garantir que a União fosse bem financiada durante a Guerra Civil . Chase renunciou ao Gabinete em junho de 1864, mas manteve o apoio entre os republicanos radicais. Em parte para apaziguar os republicanos radicais, Lincoln nomeou Chase para preencher a vaga da Suprema Corte que surgiu após a morte do presidente Roger Taney.

Chase serviu como Chefe de Justiça de 1864 até sua morte em 1873. Ele presidiu o julgamento do presidente Andrew Johnson no Senado durante o processo de impeachment de 1868. Apesar de sua indicação ao tribunal, Chase continuou a perseguir a presidência. Ele buscou sem sucesso a nomeação presidencial democrata em 1868 e a nomeação republicana liberal em 1872.